# N-332
La N-332, perteneciente a la Red de Carreteras del Estado, es una carretera nacional que unía diferentes localidades del sureste de España, discurriendo por el litoral del Mar Mediterráneo. Conectaba la provincia de Almería con Cartagena, Alicante y Valencia. En la actualidad se inicia en Cartagena, cerca de la estación de trenes que alberga la ciudad. La titularidad de la actual N-332 en el tramo dentro de la Región de Murcia (Cartagena-San Pedro del Pinatar) es de carácter municipal.
.
Iniciaba su recorrido en la Autovía del Mediterráneo A-7 E-15 en la salida 537 junto a la población de Vera (Almería), aunque en este tramo que discurre por la provincia de Almería ha sido renombrada como carretera autonómica A-332, recorre los municipios de Cuevas del Almanzora y Pulpí hasta llegar a la Región de Murcia renombrada como carretera autonómica RM-332. En 2007 se inauguró el tramo de autopista de peaje de la autopista del Mediterráneo AP-7 E-15 entre Cartagena y Vera, por tanto la N-332 iba paralela a la Autopista del Mediterráneo AP-7 E-15 hasta Torrevieja (Alicante).
La primera población de la Región de Murcia es Águilas, continuaba hacia el norte discurriendo por las Sierras del Contar y de las Moreras llegando a la población turística de Mazarrón. A continuación se llega a la ciudad de Cartagena donde se cruza con la A-30 Autovía de Murcia (antigua carretera N-301) que comunica esta localidad con Murcia y Madrid. Las siguientes poblaciones por las que transitaba (y sigue transitando) la N-332 son La Unión, El Algar, Los Alcázares, San Javier y San Pedro del Pinatar. Este tramo, desde Vera hasta el límite con la provincia de Alicante ha cambiado de nomenclatura con la cesión de titularidad principalmente a las administraciones locales (travesías urbanas) y ha sido sustituida en su mayor parte por la RM-332 hasta Cartagena, donde empieza la actual N-332. El último cambio de titularidad ha sido la travesía urbana de San Pedro del Pinatar hasta el límite provincial de Alicante, pero sin cambio de nomenclatura. .
Continuando hacia el norte entramos en la provincia de Alicante (Comunidad Valenciana), la N-332 recorre todo el litoral de la provincia de Alicante discurre paralela a la AP-7, atravesando poblaciones como Pilar de la Horadada, Torrevieja, Santa Pola, El Altet y la ciudad de Alicante, enlazando aquí con diversas carreteras y autovías del red estatal como la autovía de Alicante (A-31) (antigua N-330) que comunica dicha ciudad con Albacete y Madrid y la A-7 que comunica con Murcia hacia el sur y con Valencia hacia el norte. Además atraviesa otras poblaciones alicantinas como San Juan de Alicante, Villajoyosa, Benidorm, Altea, Calpe, Benisa, Jávea. Desde la inauguración de la variante en 2006, ya no atraviesa Ondara y otras localidades menores.
Si seguimos el trazado entramos en el último tramo de esta carretera que discurre por la provincia de Valencia, atraviesa localidades como Oliva, Bellreguart y Favara. Se están construyendo variantes por fuera varias poblaciones, como la recién inaugurada variante de Sueca, ya construida como autovía, y se planea completar todo el tramo hasta Gandía, bajo el nombre de  A-38 .

## Poblaciones y enlaces importantes

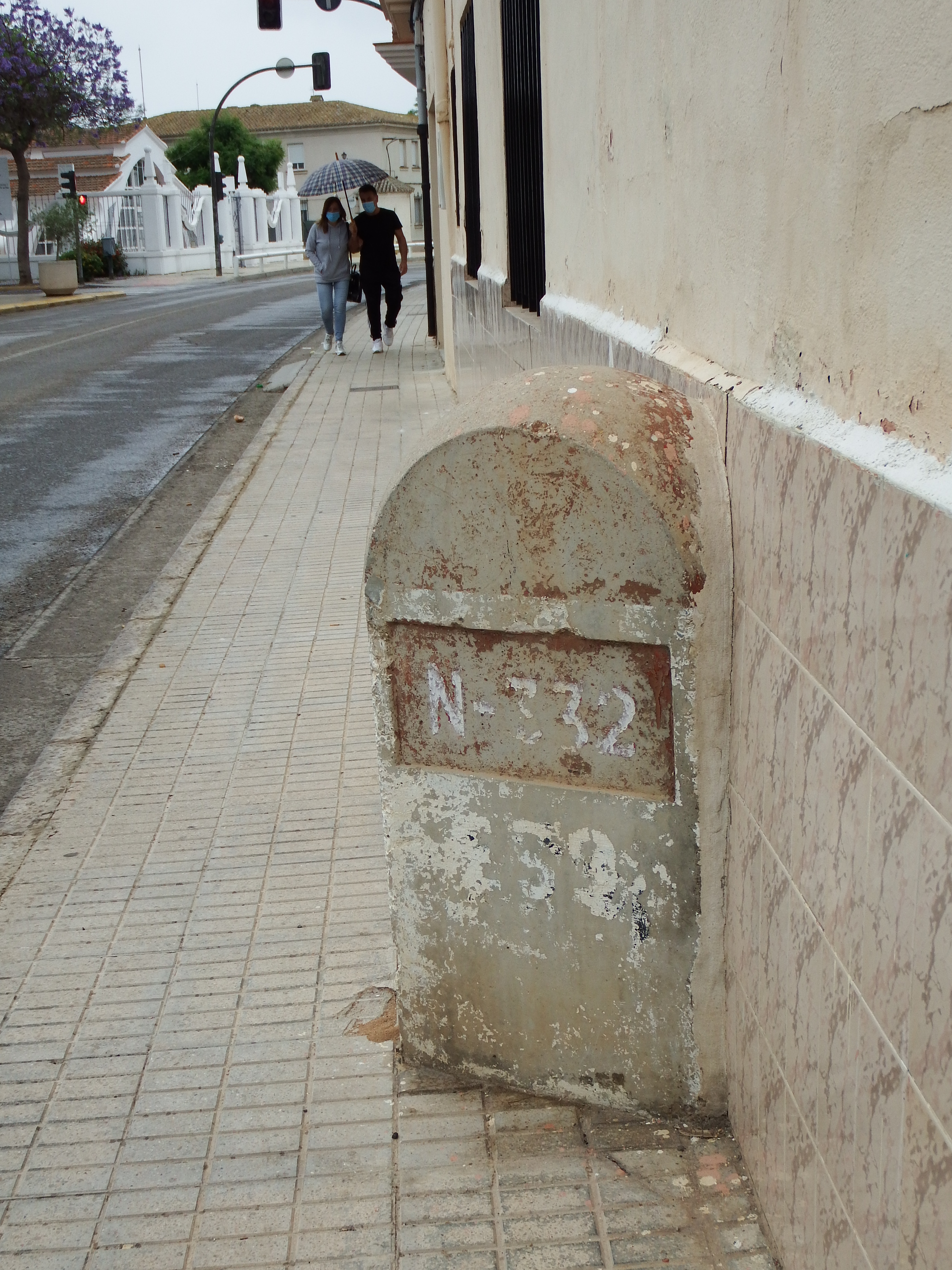
Antiguo trazado de la N-332 en Sollana.

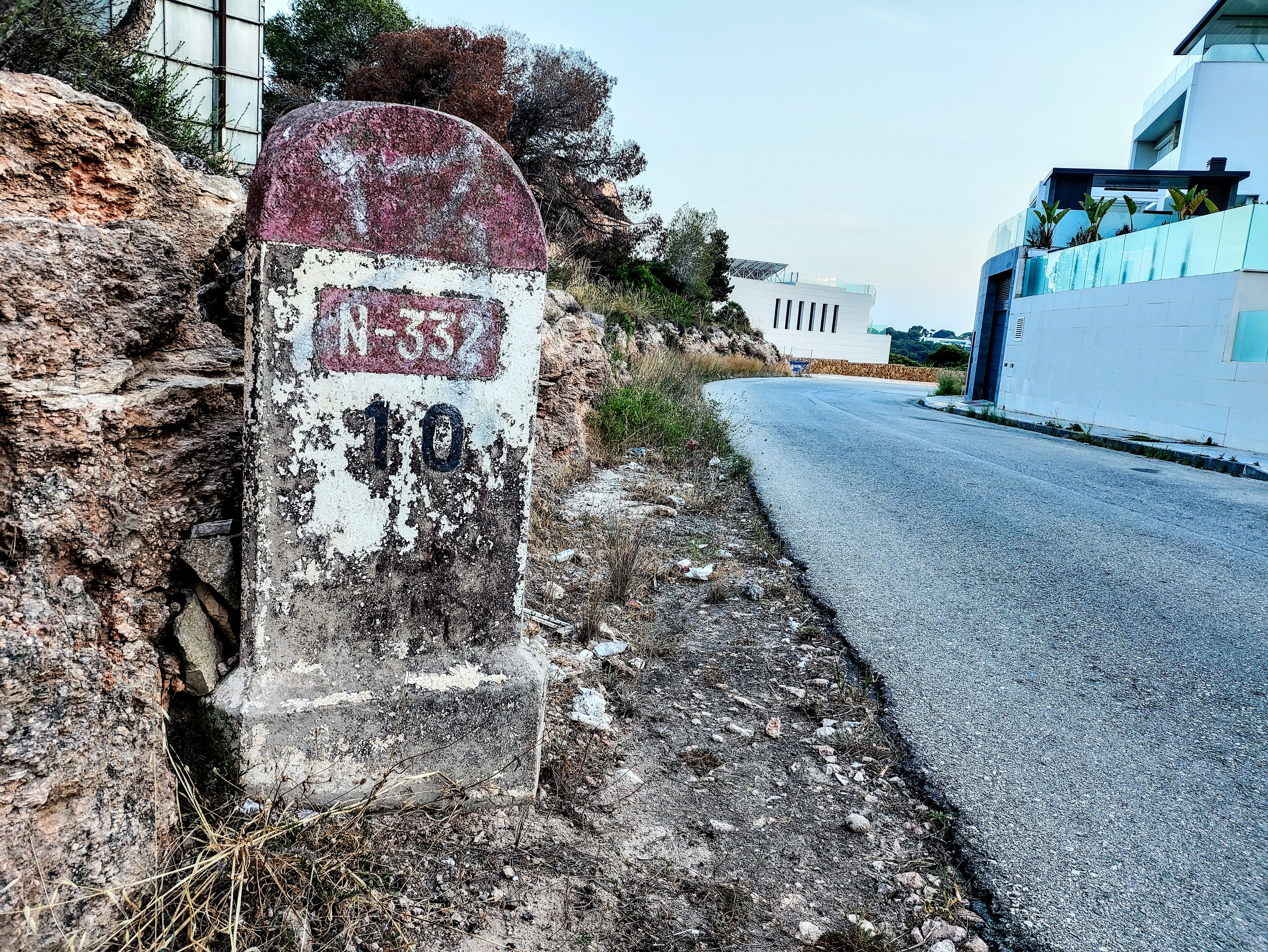
Antiguo trazado de la carrera N-332 a su paso por Dehesa de Campoamor.

(Inicio de tramo de la N-332 histórico)
- Vera — AP-7 E-15 y A-7 E-15.
- Cuevas del Almanzora — A-7 E-15 y AP-7 E-15.
- San Juan de los Terreros — A-350 Pulpí.
- Águilas — RM-11 C-3211 Lorca y AP-7 E-15.
- Mazarrón — MU-603, RM-3, RM-23, Totana-Alhama de Murcia y AP-7 E-15.

(Inicio de tramo de la N-332 en la actualidad)
- Cartagena — A-30, AP-7 E-15, RM-2 MU-602, CT-32 y MU-312.
- La Unión.
- El Algar.— RM-12.
- Los Alcázares.
- San Javier-Murcia — RM-1, RM-19, AP-7 E-15 y Aeropuerto de San Javier.
- San Pedro del Pinatar.
- Pilar de la Horadada.— CV-925
- Torrevieja - Orihuela — CV-95 y AP-7 E-15.
- Torrevieja-Elche — CV-90.
- Guardamar del Segura-Orihuela — CV-91.
- La Marina - Elche - CV-853.
- Santa Pola-Elche — CV-865.
- El Altet-Aeropuerto de Alicante-Elche — N-338.
- Elche - N-340/CV-79.
- Alicante (avenida de Elche, avenida de Loring y paseo de los Mártires de la Libertad, avenida Juan Bautista Lafora, calle Jovellanos y avenida de Denia).
- San Juan de Alicante-Alcoy — N-340.
- El Campello.
- Villajoyosa.
- Benidorm-Alcoy — CV-70.
- Altea.
- Calpe.
- Benisa.
- Teulada.
- Gata de Gorgos.
- Jávea — CV-734.
- Vergel.
- Oliva.
- Alquería de la Condesa.
- Palmera.
- Bellreguart.
- Gandía-Játiva — CV-60.
- Jeresa.
- Jaraco.
- Tabernes de Valldigna — CV-50.
- Favara.
- Cullera.
- Sueca.
- Sollana.
- Silla.
- Valencia.

## Trazado
Del actual trazado, muchos tramos han pasado a ser gestionados por la entidad regional en cuestión o a desdoblarse.

### Provincia de Almería
- El tramo Vera-Pulpí se denomina A-332

### Provincia de Murcia
- El tramo Pulpí-Águilas se denomina RM-333
- El tramo Águilas-Tébar se denomina RM-11
- El tramo Tébar-Cartagena se denomina RM-332

### Provincia de Valencia
- Los tramos Gandía-Jeraco y Sueca-Favara están desdoblados como autovía, bajo la denominación A-38.
- El tramo Silla-Valencia está desdoblado comon autovía, bajo la denominación V-31.

La AP-7 sustituye a los tramos yacientes entre Sollana y Silla junto con el tramo San Javier-Torrevieja